# Astrid Paludan-Müller
Astrid Paludan-Müller (født 18. august 1873 i København, død 30. marts 1930) var forkvinde for Danske Kvinders Nationalråd fra 1909 til 1913. Hun betegnes som en mindre markant forkvinde, men under hendes formandskab voksede antallet af Danske Kvinders Nationalråds medlemsorganisationer og -institutioner markant, og hun bidrog dermed til at styrke Nationalrådets gennemslagskraft efter en langsom og træg opstart. Da hun blev formand i 1909 talte rådet 18 foreninger, i 1911 24, og i 1913 var 35 organisationer tilsluttet med et samlet medlemstal på ca. 39.000. I Astrid Paludan-Müllers formandstid blev Danske Kvinders Nationalråds forbehold overfor bl.a. de kristelige kvindeorganisationer til dels overvundet, og antallet af stående udvalg i DKN voksede. Astrid Paludan-Müller lagde selv mest arbejde i Danske Kvinders Nationalråds Emigrantudvalg.

## International Council of Women's Conference 1904
I 1904 var hun rådsdelegeret ved International Council of Women’s konference i Berlin, der blev fulgt op af dannelsen af International Woman Suffrage Alliance (IWSA). Etableringen af IWSA markerede en splittelse i kvindesagen om stemmeretskampens prioritering på den kvindepolitiske dagsorden, og organisationen var et forsøg på at radikalisere kampen. Astrid Paludan-Müller hilste den nye organisation velkommen og skrev bl.a. om begivenhederne i Berlin som udsendt korrespondent for Kvindernes Blad, som blev etableret af Emma Gad. Astrid Paludan-Müller trådte tilbage som forkvinde for Danske Kvinders Nationalråd i 1913 af personlige grunde men fortsatte som styrelsesmedlem frem til 1926.

## Politisk engagement
Modsat mange danske kvindestemmeretstilhængere anså Astrid Paludan-Müller kvinders partimæssige tilknytning som en naturlig konsekvens af kvindestemmerettens erobring. Hun støttede således ikke tanken om et særligt kvindeparti. Tværtimod gik hun ind for samarbejde med mænd, og mente, at et kønsseparatistisk parti var sidste mulighed, “naar disse svigtede os, og alle Sunde saa lukkedes for os”. Hun var medlem af partiet Venstre men blev anfægtet af sin følelse af selv at tilhøre en lille og vigende kvindegruppe af “tordenskjoldske Soldater”, der uden nye impulser og aktiv støtte enten ville uddø “eller bliver Grammofoner, der kun kan lire de samme 4-5 Melodier af, som ingen har Lyst til at høre paa”, som hun skrev i 1919.
Astrid Paludan-Müller stillede op som kandidat ved borgerrepræsentationsvalget i 1909, hvor kvinder for første gang havde ret til at vælge kommunale repræsentanter. Hun blev dog ikke valgt ind, formentlig på grund af sin lave placering på den borgerlige fællesliste. I 1910 var hun dog en kort tid suppleant i Borgerrepræsentationen. 1908-12 var Astrid Paludan-Müller medlem af hovedbestyrelsen og forretningsudvalget i Københavns Venstreforening, og i 1916 blev hun medlem af bestyrelsen for Venstrevælgerforeningen for København og Frederiksberg samtidig med Gerda Welding. Desuden var hun repræsentant i Venstres samvirkende Vælgerforeninger på Sjælland og Bornholm indtil 1924. 1919-20 var hun med pause medredaktør af partiorganet Venstre.

## Forfatter og skribent
Astrid Paludan-Müller udfoldede sit talent for at skrive og var desuden amatørhistoriker. En af hendes forfædre var den originale 1800-tals historiker Casper Paludan-Müller, en anden var forfatteren og poeten Frederik Paludan-Müller. Astrid Paludan-Müllers historiske hovedværk fra 1923 var "Generalmajor Classen 1725-1792",som handler om stifteren af Det Classenske Fideikommis J.F. Classen.

## Kvinder på arbejdsmarkedet
Astrid Paludan-Müller var også engageret i kvinders muligheder på arbejdsmarkedet. Som medlem nr. 248 i Kvindernes Handels- og Kontoristforening, Hegnet, var hun blandt de første lønarbejdere, der gik ind i foreningen efter dens lancering i 1898 af Louise Hansen og Emma Gad. Astrid Paludan-Müller blev valgt ind i repræsentantskabet. I samarbejde med Louise Neergaard oprettede hun foreningens engageringsbureau, og et par år var hun ansvarlig for at tilrettelægge foreningens aftenkursusvirksomhed. 1919-26 var hun medlem af administrationsgruppen for legatet fra Handelsskolen for Kvinder og for det Testmanske Legat.

## Familieforhold
Astrid Paludan-Müller var næstældste barn i en søskendeflok på fem. Hun stammede på sin fars side fra en slægt, der havde et stærkt akademisk tradition og talte adskillige ugifte kvinder, der markerede sig som lærerinder og privatskolebestyrere. Selv var hun som ung privatlærerinde på godset Corselitze på Falster, der var ejet af Det Classenske Fideikommis. Siden kom hun ind på herresædets godskontor, hvor hun arbejdede med administration. Hun gik på Handelsskolen for Kvinder, ledet af Caroline Testman, og blev fra 1892 fastansat ved den Classenske hovedadministration i København og var bogholder fra 1912 til sin død i 1930. Hun var bl.a. med til at vurdere ansøgninger om støtte og tildeling af betydelige beløb, bl.a. til mindrebemidlede kvinder og nødlidende børn samt kvindefilantropiske institutioner og foreninger. I mange år boede hun i fideikommisets ejendomme i Classensgade og Amaliegade, og som den pligtopfyldende datter hun var, delte hun gennem mange år hjem med sin mor søsteren Gudrun. De to enlige og barnløse søstre husede i mange år deres niece Sigrid Ammitzbøll, der blev Danmarks første kvindelige amtsrådssekretær.